# تاریخ بحرین

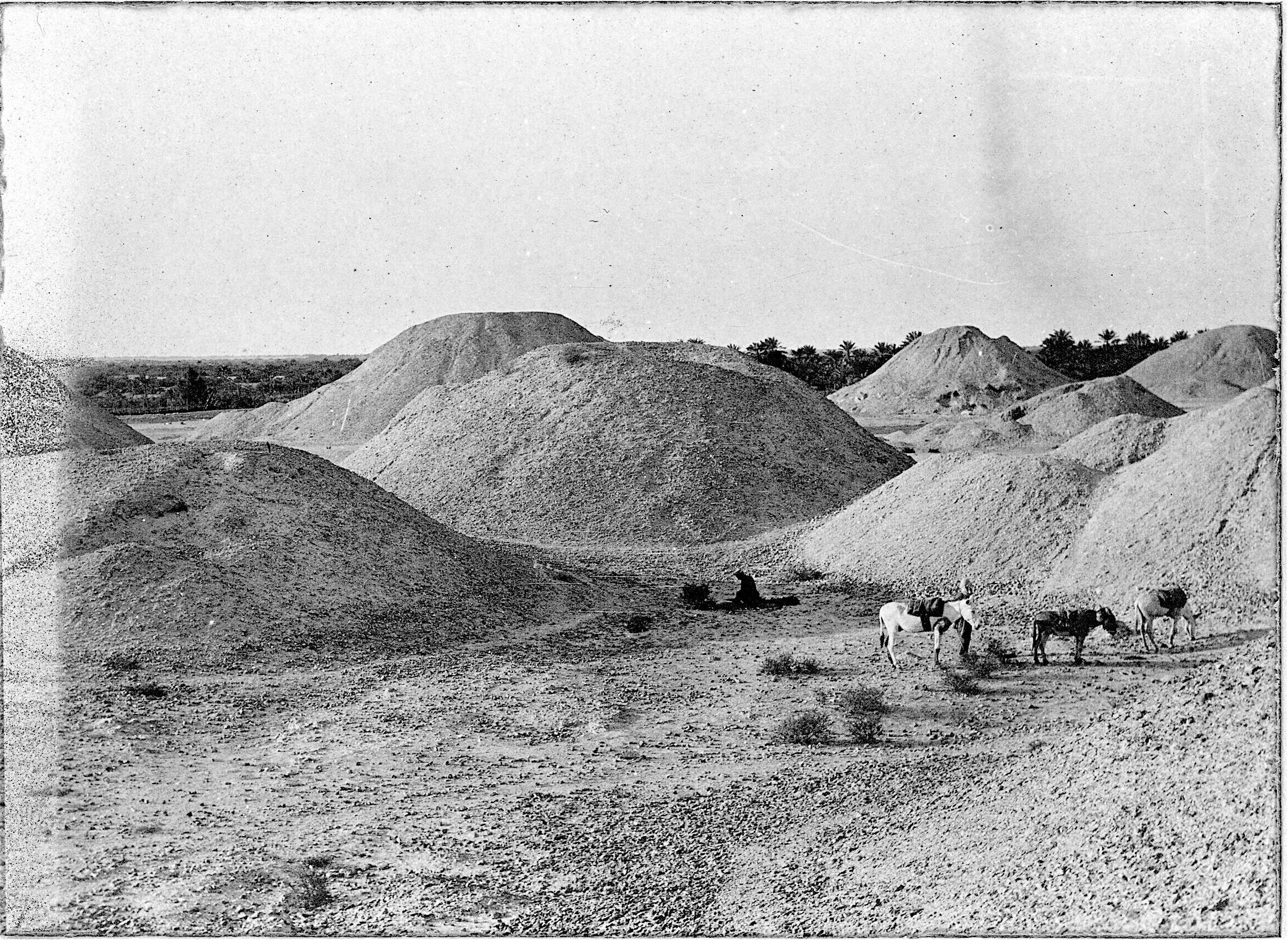
تپه دفن دیلمون در سال ۱۹۱۸.

بحرین محل اصلی تمدن باستانی دیلمون بود. موقعیت استراتژیک بحرین در خلیج فارس حاکمیت و تأثیر اکثریت ایرانیان، سومری‌ها، آشوری‌ها، بابلی‌ها، پرتغالی‌ها، اعراب و انگلیس را به همراه داشته‌است. در حالیکه این کشور برای طولانی‌ترین زمان با هندی‌ها یا آسیای جنوبی نزدیک‌ترین روابط اقتصادی داشت.
از قرن ششم پیش از میلاد تا قرن سوم پیش از میلاد، بحرین بخش مهمی از امپراتوری ایرانی هخامنشیان، بود. از قرن سوم پیش از میلاد تا ورود اسلام در قرن هفتم پس از میلاد، بحرین تحت کنترل دو سلسله ایرانی دیگر، اشکانیان و ساسانیان بود. در حدود ۱۳۰ قبل از میلاد، سلسله اشکانیان خلیج فارس را تحت کنترل خود درآوردند و نفوذ خود را تا عمان گسترش دادند. از آنجایی که اشکانیان به کنترل مسیر تجاری خلیج فارس نیاز داشتند، پادگان هایی را در امتداد سواحل جنوبی خلیج فارس ایجاد کردند.
در قرن سوم پس از میلاد، ساسانیان جانشین اشکانیان شدند و این منطقه را تا زمان ورود اسلام چهار قرن بعد در دست داشتند.اردشیر، اولین فرمانروای سلسله ایرانی ساسانی، به عمان و بحرین لشکر کشید و سنتروق (یا ساتیران)، احتمالاً والی اشکانی بحرین را شکست داد. او پسرش شاپور اول را به عنوان فرماندار بحرین منصوب کرد. شاپور شهر جدیدی در آنجا بنا کرد و به نام پدرش آن را باطن اردشیر نامید. در این زمان، بحرین استان جنوبی ساسانی را که کرانه جنوبی خلیج فارس به اضافه مجمع الجزایر بحرین را پوشش می داد، در بر گرفت. ایالت جنوبی ساسانیان به سه ناحیه تقسیم می شد. هگر (استان الحفوف فعلی، عربستان سعودی)، باذان اردشیر (استان القطیف فعلی، عربستان سعودی) و میش‌ماهیگ (جزیره بحرین فعلی).

## تمدن دیلمون

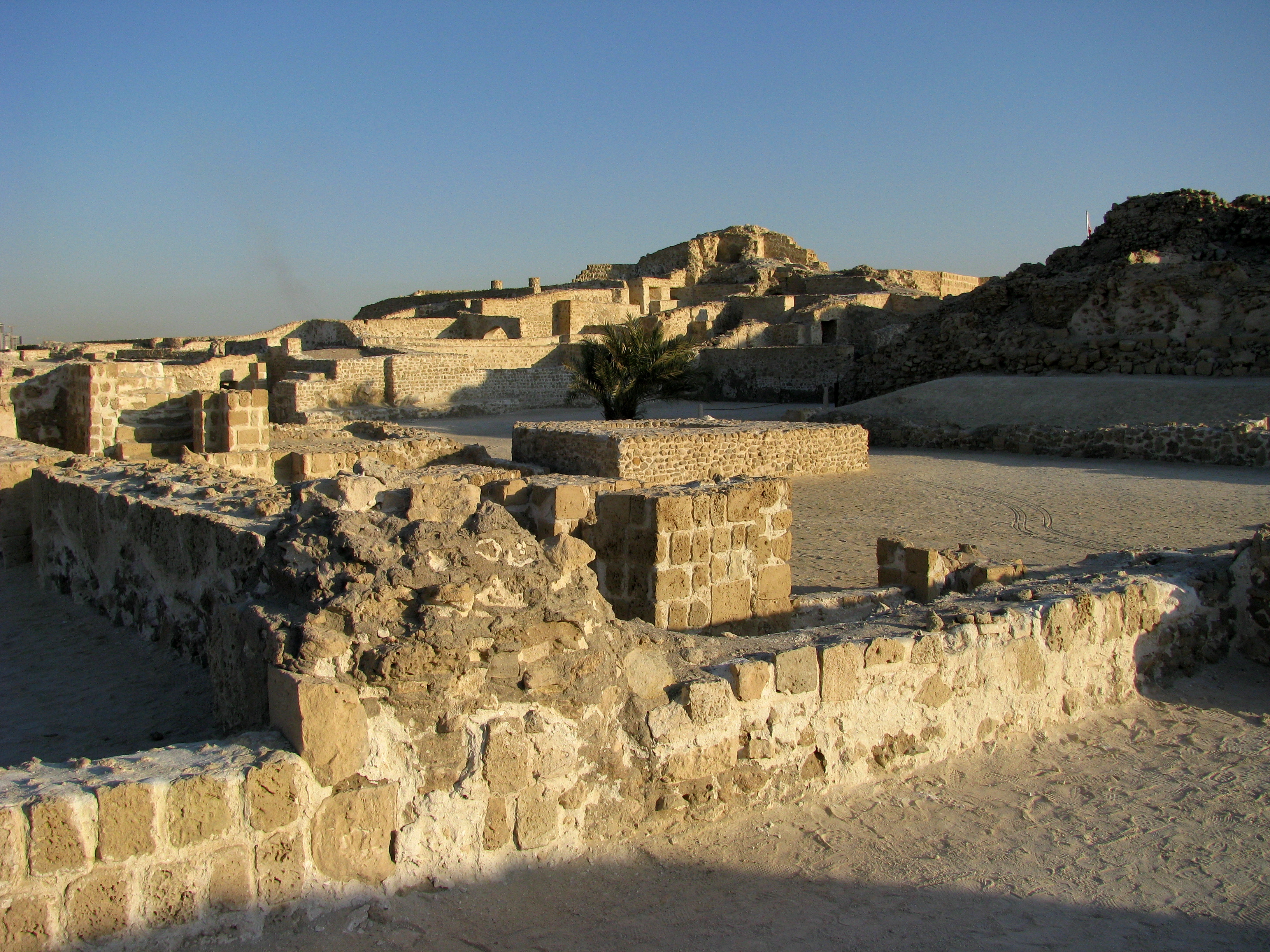
قلعه بحرین، محل آثار باستانی دیلمون.

سرزمین و تمدنی کهن در سواحل خلیج فارس است. مکان احتمالی دیلمون استان الحساء و ناحیه قطیف در شرق عربستان، جزایر بحرین و قطر امروزی بوده‌است.
دیلمون در نوشته‌های به‌جامانده در میان‌رودان به‌عنوان یک شریک تجاری، گذرگاهی که بین میان‌رودان و تمدن واقع در دره رود سند (جنوب پاکستان کنونی) واقع‌شده و منبع مواد خام از جمله مس و چوب ذکر شده‌است.
بحرین محل اصلی تمدن باستانی دیلمون بود. دیلمون به نظر می‌رسد برای اولین بار درلوح‌های گلی سومری به خط میخی در پایان هزاره چهارم قبل از میلاد، در معبد الهه اینانا، در شهرستان اوروک پیدا شده‌است.

## امپراتوری پارس

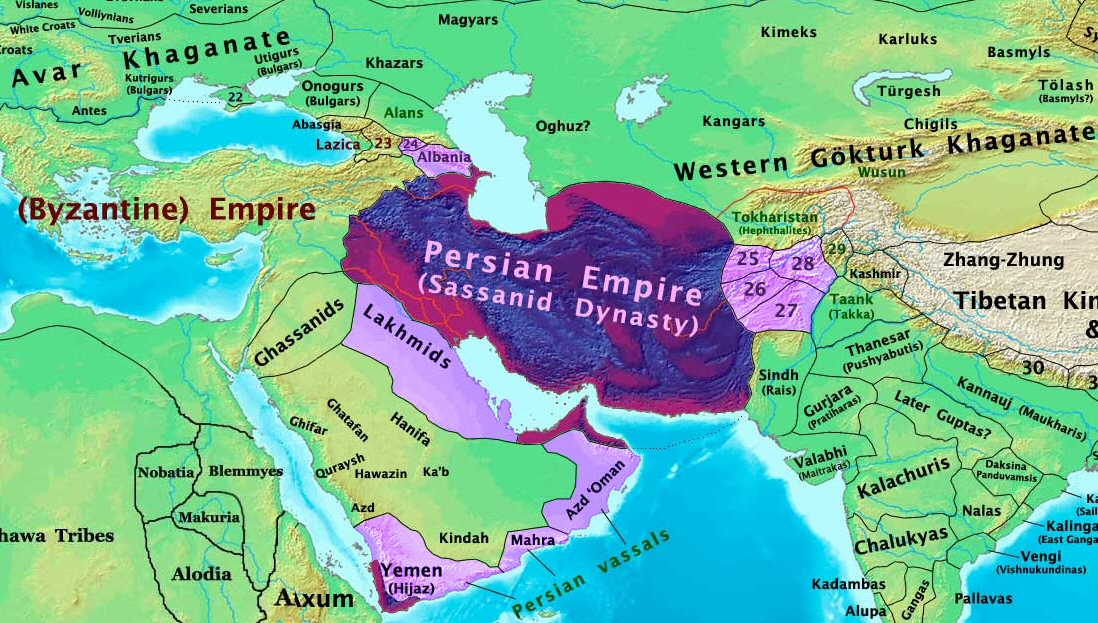
آسیا در سال ۶۰۰ پیش از میلاد، امپراتوری ساسانیان را قبل از فتح عرب نشان می‌دهد.

از قرن ششم قبل از میلاد تا قرن سوم قبل از میلاد بحرین بخشی از محور امپراتوری ایران در شاهنشاهی هخامنشی بود. از قرن ۳ قبل از میلاد تا ورود اسلام در قرن ۷ میلادی، بحرین جزئی از شاهنشاهی‌های اشکانیان و ساسانیان بود. در حدود ۱۳۰ سال قبل از میلاد، سلسله اشکانیان خلیج فارس را تحت کنترل خود درآورد و نفوذ خود را عمان گسترش داد. از آنجا که آنها نیاز به کنترل مسیر تجارت خلیج فارس داشتند، پادگان‌هایی را در سواحل جنوبی خلیج فارس تأسیس کردند.
در سده سوم میلادی، ساسانیان جانشین اشکانیان شدند و این منطقه را تا زمان ورود اسلام چهار قرن بعد، به عنوان بخشی از ایران نگه داشتند. اردشیر بابکان، نخستین حاکم سلسله ساسانیان ایران به عمان و بحرین رفت و ساناتروق (یا ساتیران) شکست داد، احتمالاً فرماندار اشکانی در بحرین بوده‌است. وی پسرش شاپور یکم را به عنوان فرماندار بحرین منصوب کرد. شاپور در آنجا شهر جدیدی بنا کرد و پس از پدرش آن را باتان اردشیر نامگذاری کرد. در این زمان، بحرین استان جنوبی ساسانی را در بر می‌گرفت و ساحل جنوبی خلیج فارس را به علاوه مجمع الجزایر بحرین درآورد. استان جنوبی ساسانیان به سه ناحیه هاگر (اکنون استان الحفوف ، عربستان سعودی)، باتان اردشیر (اکنون استان القطیف، عربستان سعودی) و میشماگیگ (اکنون جزیره بحرین) تقسیم شده بود..

## اسلام

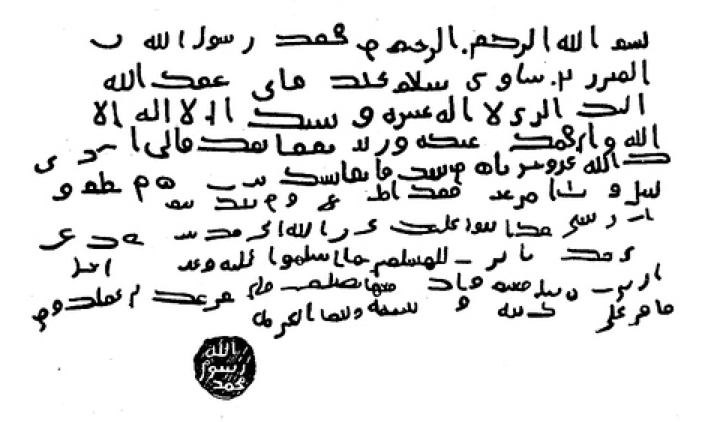
چاپ نگاره نامه نوشته شده توسط محمد به حاکم بحرین.

از زمان ظهور اسلام در قرن هفتم تا اوایل قرن شانزدهم، نام بحرین به منطقه تاریخی گسترده‌تر بحرین اشاره کرد که از بصره تا تنگه هرمز در امتداد ساحل خلیج فارس امتداد داشت. این اقلیم البیره، یعنی استان بحرین بود و ساکنان عرب این استان فرزندان قبیله عرب بنی عبد القیس بودند.

## قرمطیان
در حدود سال ۹۰۰، ابوسعید جنابی فارسی رهبری انقلاب قرمطیان را برعهده گرفت، شورش توسط یک فرقه اسماعیلی مسیحا مستقر در کوفه در عراق کنونی آغاز شد. ابوسعید شهر حاجر، پایتخت بحرین در آن زمان و احساء را به دست گرفت که ان را پایتخت جمهوری خود را ساخت.

### تاریخچهٔ جنبش
برتلس خاورشناس روسی دربارهٔ سابقهٔ قرمطیان می‌نویسد:
از آغاز قرن چهارم هجری، پس از تأسیس دولت‌های فاطمی مصر و قرمطیان بحرین بود که باطنیان به قرمطیان بمعنی اخص و اسماعیلیان منشعب شدند“. ولی تاریخ نویسان نزدیک به آن دوره اعتقاد دارند که آئین قرمطی منسوب به نام قرمط پس ازآنکه میان حمدان قرمط درحدود سال ۲۸۰ هجری با مرکز دعوت اسماعیلی در اهواز اختلاف افتاد، ازلحاظ تشکیلاتی از مذهب اسماعیلی جداشد و با روشی مستقل در راستای آرمان‌های اجتماعی وهدف‌های سیاسی خود شروع به فعالیت کرد. این نظریه بیشتر مورد تأیید است، زیرا باطنیان خود شاخه‌ای از اسماعیلیه بودند یا هر کسی در آئین تناسخ روح راز دار بود اورا باطنی می‌خواندند.
در هر صورت قرمطیان یک جنبش اجتماعی مذهبی کاملاً سازماندهی شده را به وجود آوردند که با تشکیل سه حکومت؛ بحرین از ۲۸۶ تا ۳۶۶ هجری ومولتان هند از ۳۱۸ تا ۳۹۶ هجری و حکومت مصر و تونس به نام فاطمیان از سال ۲۹۷ تا ۵۵۵ هجری قمری، یعنی جمعاً ۲۶۴ سال در مقابل خلفای اسلام در بغداد ایستادگی نمودند. در واقع آنچه به حاکمیت اعراب در ایران مربوط می‌شود، قرمطیان آن را باضعف روبرو ساختند که تا در نهایت به دست هولاکوخان مغول به‌طور کامل انقراض یابد.
عبدالقاهر گوید: " اصحاب تواریخ گفته‌اند که واضعین اساس مذهب باطنیه از اولاد مجوس (زرتشتیان) و مایل به دین اسلاف خود بوده‌اند، و چون جرئت نمی‌کردند این عقیده را صراحته بیان کنند، دعوت خود را در لباس مذهب باطنی انتشار دادند.

## سلسله عیونی
خاندانی از حکام محلی بودند که از سال در ۴۶۹ ق. / ۱۰۷۶ م. در منطقهٔ بحرین بر سر کار آمدند و به دلیل نام مؤسس خود، امیر عبدالله بن علی بن ابراهیم عیونی، به حکام عیونی مشهور شدند. حکام عیونی حدود ۱۶۳ سال (۴۶۹–۶۳۶ه‍.ق) بر بخشی از کرانه جنوبی خلیج فارس در نقاطی چون احسا، قطیف و اوال (کشور بحرین امروزی) حاکمیت داشتند. محدوده حکومت اینان از جایی که امروزه کویت نامیده می‌شود آغاز و تا سرزمینی برابر قطر فعلی امتداد داشت.
برخی منابع آن‌ها را شیعه. عیونی‌ها بازمانده‌های عشیره بنی عبدالقیس بودند که منطقه بحرین را با کمک نظامی ملک‌شاه سلجوقی از کنترل قرمطی‌ها درآوردند.
برخی بررسی‌ها نشان می‌دهد که حکام عیونی بحرین به لحاظ سیاسی و اقتصادی تابع فرمانروایان بنی قیصر کیش بوده‌اند.
ملوک بنی قیصر کیش در اواخر سدهٔ پنجم یا اوایل سدهٔ ششم هجری، حملاتی از کیش به بحرین ترتیب دادند و سرانجام موفق شدند حکام عیونی بحرین را به تابعیت خود درآورند. پس از آن خاندان شیعی آل عصفور به کمک اتابکان فارس بر عیونی‌ها غلبه کردند.

## استعمار پرتغال

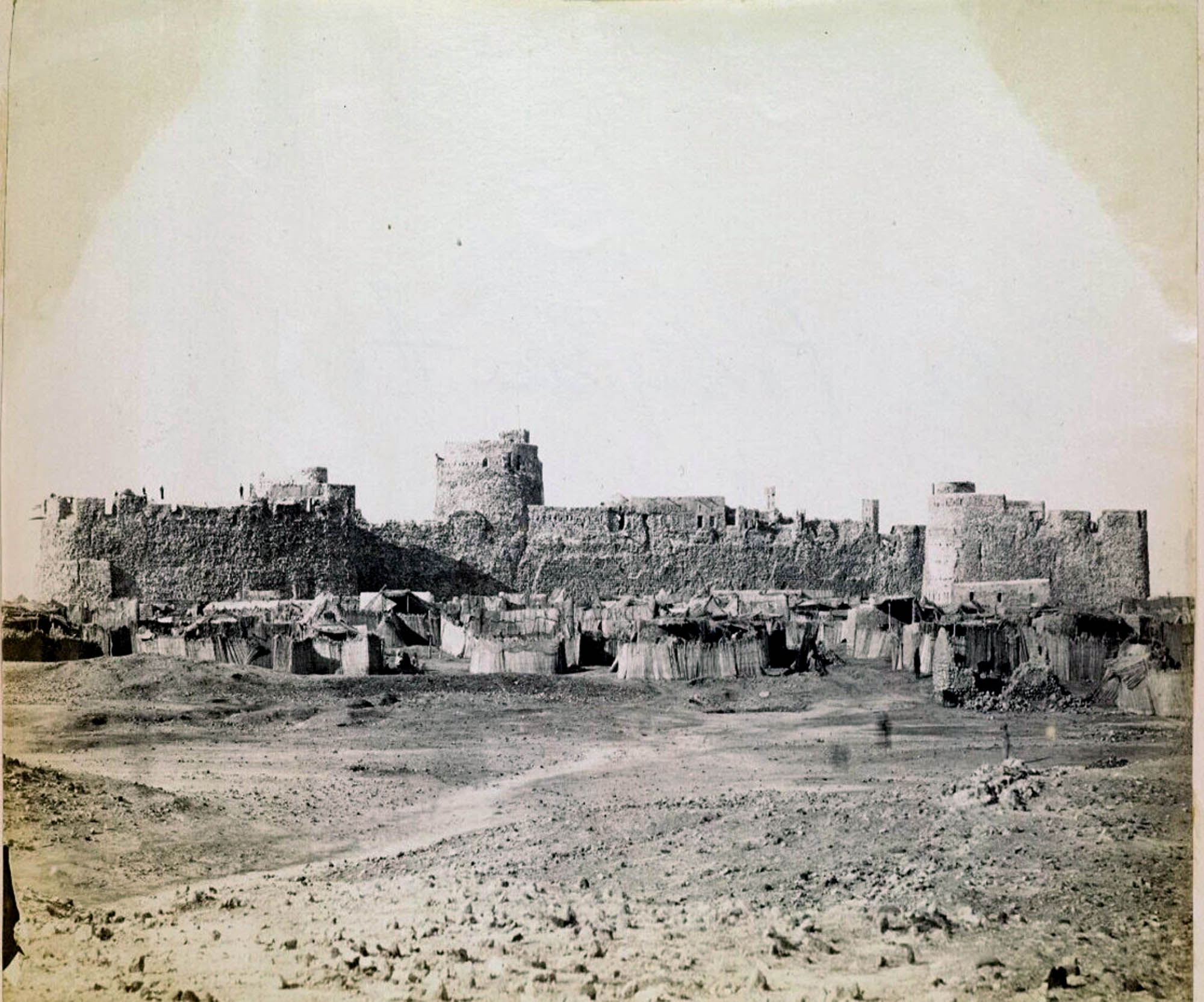
قلعه بحرین در سال ۱۸۷۰.

تصرف بحرین با کمک امیر هرمز و یک فرمانده بنام دریابیگی رئیس خرافو انجام شد و با کشته شدن مقرن ابن زبیل حاکم بحرین خلافت آل جابر پایان یافت. مقرن که تابع هرمز بود ولی از پرداخت مالیات به امیر هرمز سرباز زد و بدین وسیله مجازات شد
.
پرتغالی‌ها به وسیلهٔ امیر هرمز بحرین را تابع خود نمودند.
بحرینی‌ها همگی شیعه بودند در حالیکه هرمز سنی بود و این مایه اختلاف و درد سر بود. بر اساس نوشته‌های بلگریو در یک مورد شورشیان فرماندار هرمز را به صلیب کشیدند.

## صفویان
در زمان حکومت صفویان (۱۶۰۲–۱۷۱۷)، بحرین تحت صلاحیت اداری بیگلر بیگی کوهگیلو با محوریت بهبهان در جنوب ایران قرار گرفت. در حقیقت، صفویان از راه دور به بحرین حکومت می‌کردند. حکومت صفویه دوره شکوفایی فکری در بین نخبگان کلامی شیعه بود که حوزه‌های علمیه بحرین نظریه پردازانی چون شیخ یوسف آل بحرانی ظهور می‌کردند. صفویان از روحانیون برای سرکوب حکومت خود استفاده می‌کردند و امیدوار بودند که با ایمن‌سازی کامل تشیع امامی بتوانند جزایر بحرین را با محوریت خود در مسیرهای تجاری و ثروت مروارید ایمن کنند.

### حمله عمان و بی‌ثباتی متعاقب آن
در سال ۱۷۳۰، شاه جدید ایران، نادر شاه، در صدد ادعای مجدد حاکمیت ایران در بحرین بود. وی به لطیف خان، دریاسالار نیروی دریایی فارس در خلیج فارس دستور داد ناوگان تهاجمی را در بوشهرآماده کند. ایرانیان در مارس یا اوایل آوریل ۱۷۳۶ هنگامی که حاکم بحرین، شیخ جبیر، در حج بود، حمله کردند. تهاجم این جزیره را دوباره تحت سیطره مرکزی و به چالش کشیدن عمان در خلیج فارس قرار داد. وی از انگلیس و هلند کمک خواست و سرانجام در سال ۱۷۳۶ بحرین را پس گرفت. در طول دوران قاجاریان ، کنترل ایرانی‌ها بر بحرین رو به افول نهاد و در سال ۱۷۵۳، بحرین توسط اعراب اشغال شد، که به نام ایران بر بحرین حکومت کرد و با کریم خان زند بیعت کرد..

## استقلال

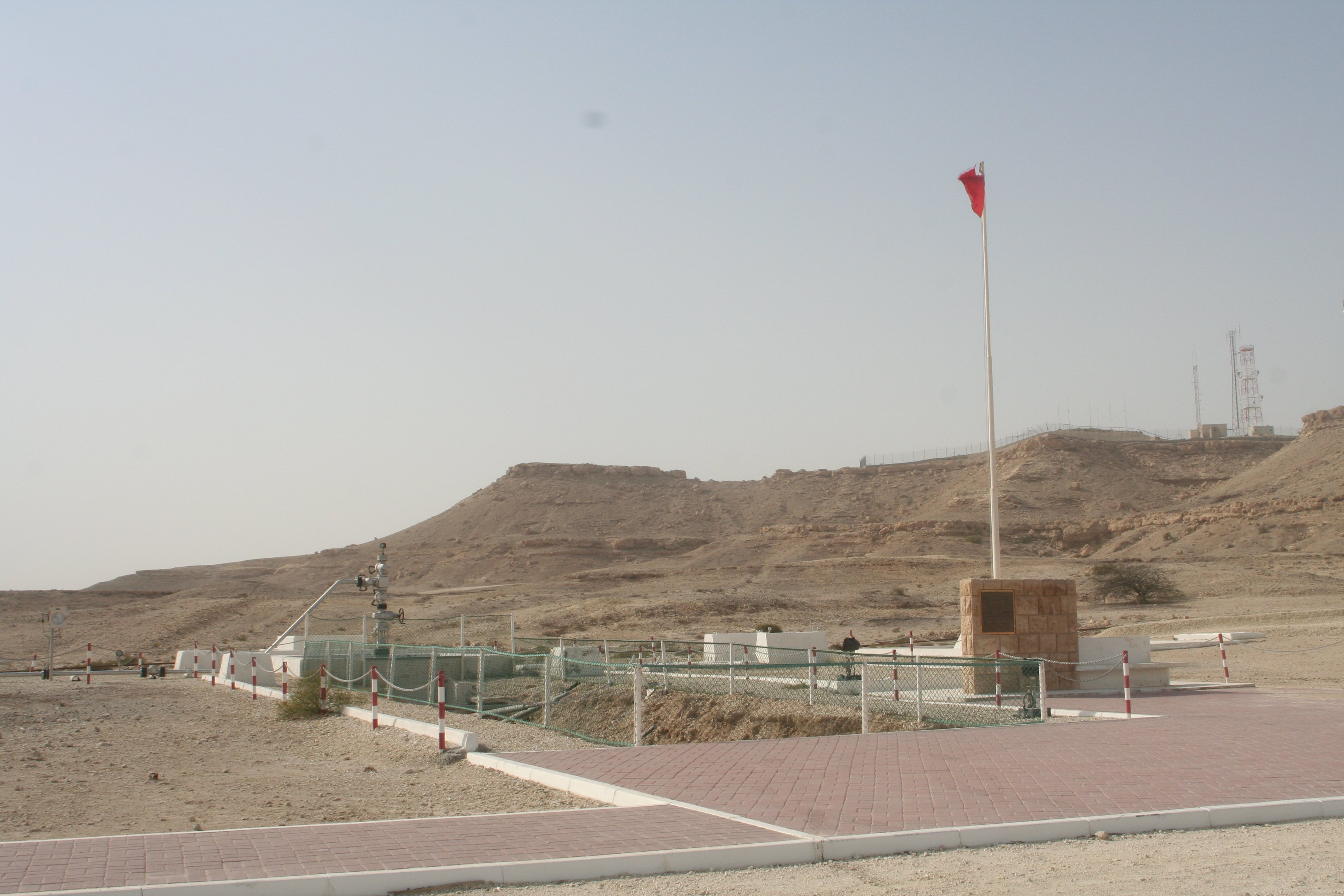
بحرین درسال ۲۰۰۶

از سال ۱۷۸۳، جزیرهٔ بحرین به دست آل خلیفه (که از اعراب شبه‌جزیرهٔ عربستان بودند) افتاد که از قرن نوزدهم تا سال ۱۹۷۱ تحت‌الحمایهٔ انگلیس بودند. با این حال، در دوران قاجار و پهلوی، ایران هنوز مدعی مالکیت بر بحرین بود. در سال ۱۹۲۷ ایران در شکوائیه‌ای رسمی به بریتانیا نسبت به قرارداد این کشور با سلطان نجد و حجاز (که پس از مدتی به عربستان سعودی تبدیل شد) اعتراض کرد. چون در بخشی از این پیمان، از «... تعهد به حفظ روابط دوستانه و صلح‌آمیز با سرزمین‌های کویت و بحرین...» یاد شده بود. اما انگلیسی‌ها امیر بحرین را حاکمی مستقل و جزیره و اهالی آن را تحت‌الحمایه دولت بریتانیا دانستند و مدعی شدند که ادعای حاکمیت ایران بر بحرین بر هیچ مبنای معتبری استوار نیست. ادعاهای ایران بر بحرین در سال‌های بعد نیز ادامه یافت.
در حالی که موضع انگلستان در حمایت از استقلال بحرین با استقبال کشورهای عربی مواجه شده بود، دولت شوروی اعلان حاکمیت ایران بر بحرین را مورد تأیید رسمی قرار داد. در سال ۱۹۶۸ با تصمیم انگلیسی‌ها به خروج نیروهای خود از منطقه شرق سوئز و خلیج فارس بحث بر سر وضعیت بحرین دوباره به اوج رسید. پیشنهاد انگلیسی‌ها تشکیل فدراسیونی از قطر و بحرین و هفت امیرنشین حاشیه خلیج فارس بود که با مخالفت شدید ایران روبرو شد. در ۴ ژانویه ۱۹۶۹ شاه ایران در نشستی خبری در دهلی نو موضع معتدل‌تری اتخاذ کرده و از حق اهالی بومی برای تعیین سرنوشت خود از طریق یک همه‌پرسی سخن گفت؛ «... چنانچه مردم بحرین علاقه‌مند به الحاق به کشور من نباشند، ایران ادعای ارضی خود را نسبت به این جزیره پس خواهد گرفت…»، اما شیخ عیسی حاکم بحرین که می‌ترسید چنین رفراندومی باعث ایجاد دشمنی و تنش بین ایرانی‌ها و اعراب منطقه شود پیشنهاد شاه را رد کرده و پاسخ تهدیدآمیزی را از شاه دریافت کرد که در آن آمده بود ایران نه تنها استقلال بحرین را به رسمیت نمی‌شناسد بلکه در صورت عضویت آن در سازمان ملل از این سازمان خارج خواهد شد.

## رویدادها

### خیزش بحرین
مجموعه‌ای از راهپیمایی‌ها، اعتراضات و نافرمانی‌های مدنی در کشور بحرین است که بخشی از اعتراضات در جهان عرب (۲۰۱۰-۲۰۱۱) به‌شمار می‌رود. خواسته‌های اصلی معترضان بحرینی شامل برکناری شیخ خلیفه بن سلمان آل خلیفه نخست‌وزیر و پسرعموی امیر بحرین که از سال ۱۹۷۱ ریاست دولت را در اختیار دارد، آزادی زندانیان سیاسی که البته دولت قول آن را داده‌است و تدوین یک قانون اساسی جدید می‌شود.